# Friedrich Wegener
Friedrich Wegener, född 7 april 1907, död 9 juli 1990, var en tysk läkare och patolog. Han var son till kirurgen Friedrich Wegener, som arbetade på St. Josefsstiftets sjukhus i Varel, och hans fru gymnastikläraren Thyra Cecilia, född Thydén. 1934 gifte han sig med Sophie Madsen (†1974) och fick med henne sju barn. År 1975 gifte han sig med Ursula Zacharias.

## Utbildning och arbete
Efter gymnasieutbildning i Wilhelmshaven och Jever började Wegener år 1926 studera medicin i München. Efter inledande utbildning där fortsatte han sina studier vid universitetet i Kiel där han 1932 avlade sin läkarexamen och under våren 1933 arbetade som underläkare vid institutionen för patologi. 
År 1932 blev Wegener medlem i den nazistiska paramilitära organisationen SA och 1938 hade han avancerat till SA Sanitäts-Obersturmbannführer. Under kriget arbetade han som militärläkare i Łódź. I krigets slutskede hamnade han kortvarigt i brittisk och amerikansk fångenskap. Därefter arbetade han som lantarbetare, men från 1948 var han återigen verksam som vetenskapsman och läkare.
Wegener verkade i Berlin, Breslau 1935–1939 och Lübeck. Det var under sin tid i Breslau som han först beskrev det tillstånd som kom att kallas Wegeners granulomatos och bära hans namn. Under början av 2000-talet fick sjukdomen det nya namnet granulomatös polyangiit delvis på grund av Wegeners nazistiska förflutna. 
Under Andra världskriget följde han, som patolog för Wehrmacht de tyska styrkorna till Litzmannstadt (Łódź) i Polen. Det är oklart i vilken mån Wegener deltog i experiment på fångarna i koncentrationslägren. Hans akt från tiden i Polen är försvunnen efter en omorganisation av de polska arkiven.